# TNA Lockdown (2008)
L'édition 2008 de Lockdown est un pay-per-view de catch organisé par la TNA. Il s'est déroulé le 13 avril 2008 au Tsongas Arena, à Lowell dans le  Massachusetts, aux États-Unis.
Il s'agit de la 4e édition de Lockdown et huit matchs ont eu lieu lors de l'évènement dont trois matchs de Championnat mais un changement de titre (Samoa Joe).

## Contexte
Les spectacles de la Total Nonstop Action Wrestling en paiement à la séance sont constitués de matchs aux résultats prédéterminés par les scénaristes de la TNA. Ces rencontres sont justifiées par des storylines - une rivalité avec un catcheur, la plupart du temps - ou par des qualifications survenues dans les émissions de la TNA telles que TNA Xplosion et TNA Impact!. Tous les catcheurs possèdent un gimmick, c'est-à-dire qu'ils incarnent un personnage face (gentil), heel (méchant) ou tweener (neutre, apprécié du public), qui évolue au fil des rencontres. Un pay-per-view comme Lockdown est donc un évènement tournant pour les différentes storylines en cours.
Tous les matchs de ce pay-per-view se déroulent dans une cage appelée Lockdown Cage Match. Depuis Lockdown 2005, chaque année, un Lethal Lockdown Match est organisé. Il s'agit d'un match opposant deux équipes et se déroulant dans une cage à toit ouvert. Le match débute une fois que les deux premiers participants entrent dans la cage, les autres les rejoignent au fil du temps. Une fois tous les participants dans le ring, le toit de la cage, auquel sont accrochés divers objets et armes, se referme. La victoire peut s'obtenir à n'importe quel moment, par tombé ou soumission de n'importe quel catcheur sur un membre de l'équipe adverse.

## Résultats

### Résultats détaillés
- Jay Lethal bat Curry Man, Sonjay Dutt, Johnny Devine, Shark Boy et Consequences Creed dans un Xscape match pour conserver le TNA X Division Championship (15:30)
  - Devine fait le tomber sur Dutt avec un roll-up. (3:21)
  - Creed fait le tomber sur Shark Boy après un Creed-DT. (5:19)
  - Curry Man fait le tomber sur Creed après un Spicy Drop. (5:40)
  - Devine fait le tomber sur Curry Man après une Devine Intervention. (11:56)
  - Lethal s'echappe de la cage pour remporter la victoire.
- Roxxi Laveaux bat Angelina Love,  Velvet Sky,  Salinas,  Rhaka Khan,  Traci Brooks,  Christy Hemme  et  Jacqueline dans un Queen of Cage Match (11:10)
  - Roxxi fait le tomber sur Angelina Love après un Voodoo Drop.
  - Comme récompense, Roxxi a reçu un TNA Women's Title shot.
- B.G. James bat Kip James (7:22) 
  - B.G. fait le tomber Kip grâce à un roll-up.
- Super Eric et Kaz battent Motor City Machine Guns (Chris Sabin et Alex Shelley), Les Latin American Xchange (Homicide et Hernandez), Scott Steiner et Petey Williams,  The Rock 'n Rave Infection (Lance Hoyt et Jimmy Rave) et Black Reign et Rellik dans un Cuffed in the Cage Match (13:39)
  - Super Eric menotte Black Reign en dernier pour gagner.
- Gail Kim et O.D.B battent Awesome Kong et Raisha Saeed (8:10)
  - O.D.B. fait le tomber sur Saeed après un Splash
- Booker T et Sharmell battent Robert Roode et Payton Banks dans un Mixed Tag Team match (9:45)
  - Sharmell fait le tomber sur Banks grâce à un roll-up.
- Team Cage (Christian Cage, Kevin Nash, Rhino, Sting, et Matt Morgan) bat Team Tomko (Tomko, A.J. Styles, Team 3D (Brother Ray et Brother Devon), et James Storm) dans un Lethal Lockdown match (24:35)
  - Rhino fait le tomber sur Storm après un Gore.
- Samoa Joe bat Kurt Angle pour remporter le TNA World Heavyweight Championship (19:03)
  - Joe fait le tomber sur Angle après un Muscle Buster.
  - La stipulation du match était que si Samoa Joe perdait, il arrêterait définitivement le catch.

### Tableau des matchs
| #                                                                                  | Résultats | Stipulations | Durée |
| ---------------------------------------------------------------------------------- | --- | --- | ----- |
| 1                                                                                  | Jay Lethal (c) bat Consequences Creed, Curry Man, Johnny Devine, Shark Boy et Sonjay Dutt | Six Man Xscape match pour le Championnat de la X Division de la TNA                                                                          | 10:45 |
| 2                                                                                  | Roxxi Laveaux bat Angelina Love, Christy Hemme, Jackie Moore, Rhaka Khan, Salinas, Traci Brooks et Velvet Sky | Queen of the Cage match pour être l'aspirante n°1 au Championnat des Knockout de la TNA                                                      | 05:30 |
| 3                                                                                  | B.G. James bat Kip James | Six Sides of Steel Cage match | 08:00 |
| 4                                                                                  | Kaz & Super Eric battent Black Reign & Rellik, Les Latin American Xchange (Hernandez & Homicide), Les Motor City Machine Guns (Alex Shelley & Chris Sabin), Petey Williams & Scott Steiner et Les Rock 'n Rave Infection (Jimmy Rave & Lance Hoyt), | Six équipes menottées dans un Steel Cage match                                                                                               | 10:45 |
| 5                                                                                  | Gail Kim & O.D.B battent Awesome Kong & Raisha Saeed | Six Sides of Steel Tag Team Cage match | 08:30 |
| 6                                                                                  | Booker T & Sharmell battent Robert Roode & Payton Banks | Six Sides of Steel & Mixed Tag Team match | 07:45 |
| 7                                                                                  | Team Cage (Christian Cage (capitaine), Matt Morgan, Kevin Nash, Rhino et Sting) battent Team Tomko (Tomko (capitaine), A.J. Styles, Team 3D (Brother Devon & Brother Ray) et James Storm) (avec Jackie Moore)                                       | Cinq-contre-Cinq Lethal Lockdown match | 26:45 |
| 8                                                                                  | Samoa Joe bat Kurt Angle (c) | Six Sides of Steel Cage match pour le Championnat du Monde Poids Lourd de la TNA. Si Joe avait perdu, il se retirait du Catch pour toujours. | 17:45 |
| (c) – désigne le(s) champion(s) qui, en cas de match avec enjeu, défend son titre. | | |       |